# Csap (áramlástechnika)

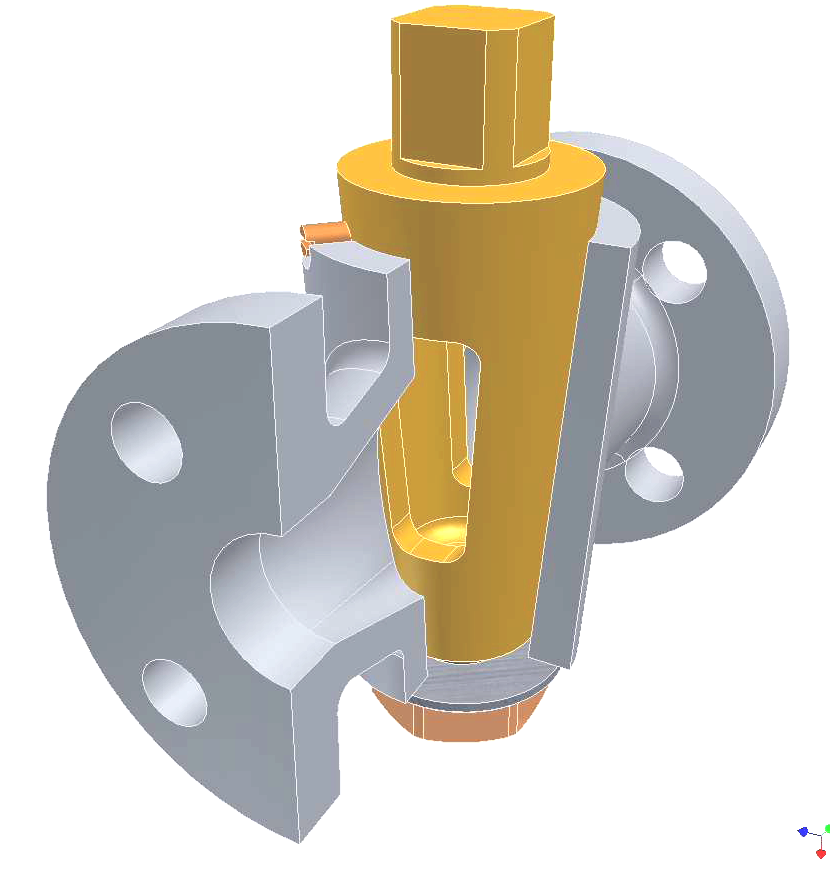
Kúpos csap

A csap a csővezetékben áramló folyadék vagy gáz elzárására, illetve az áramlás sebességének szabályozására, esetleg az áramlás irányának megváltoztatására szolgáló szerelvény. A köznyelvben a szelepet is csapnak nevezik. A csap záróeleme hengeres, kúpos vagy gömb alakú alkatrész, melynek 90°-os elfordításával nyitható és zárható.
A hagyományos boroshordók megcsapolására fából készített csapokat használnak, de csapokkal vannak felszerelve a söröshordók, a szamovárok  és laboratóriumi berendezésekben is elterjedt használatuk. A laboratóriumi Bunsen-égő és a konyhai gáztűzhely égője is csapon keresztül kapja a gázt a palackból vagy a hálózatból.
A régi csapok záróeleme általában csonkakúp alakú, melynek kúpossága általában 1 : 6. Ennek előnye az egyszerű előállítás és az, hogy a jó tömítés érdekében fészkébe becsiszolható. A csap egyik jellemzője az, hogy gyorsan nyitható és zárható. Folyadékot tartalmazó csővezetékbe csak kivételes esetben szabad beépíteni, mert gyors elzárásakor a folyadék nyomása hirtelen megnő („folyadékütés”), ami kellemetlen dinamikai hatásokat és szilárdsági problémákat is okozhat. A háromjáratú vagy háromutú csapok házán három csatlakozó csőcsonk van kiképezve. A három csőből bármelyik kettő a csap segítségével összeköthető.
A közönségesen vízcsapnak nevezett elzáró szerelvények többsége nevével ellentétben nem csap, hanem szelep, mivel záróeleme az ülésre merőlegesen mozdul el.
A korszerű csapok záróeleme gömb, ezért nevük gömbcsap. Ezek hosszú élettartamú, olcsó, nagy sorozatban gyártott szerelvények; előnyük, hogy a gömbfelülethez simuló műanyag tömítőgyűrűjük révén igen jól zárnak, nyitásukhoz-zárásukhoz kis erőre van csak szükség. A háztartásokban alkalmazott karos szerelvények is háromutú gömbcsapok: ezeknél a kar jobbra-balra mozgatásával a hideg és meleg víz arányát lehet beállítani, fel-le állításával pedig a folyadékáram mennyisége szabályozható. Használata nemcsak azért takarékos, mert a jó tömítettség miatt nem csöpög a csap, hanem azért is, mert a kívánt vízhőmérséklet előre beállítható, nem kell próbálkozással újra és újra beszabályozni a hideg-meleg víz arányát, így sok feleslegesen elpocsékolt víz takarítható meg.

Háromutú csapok működési vázlata
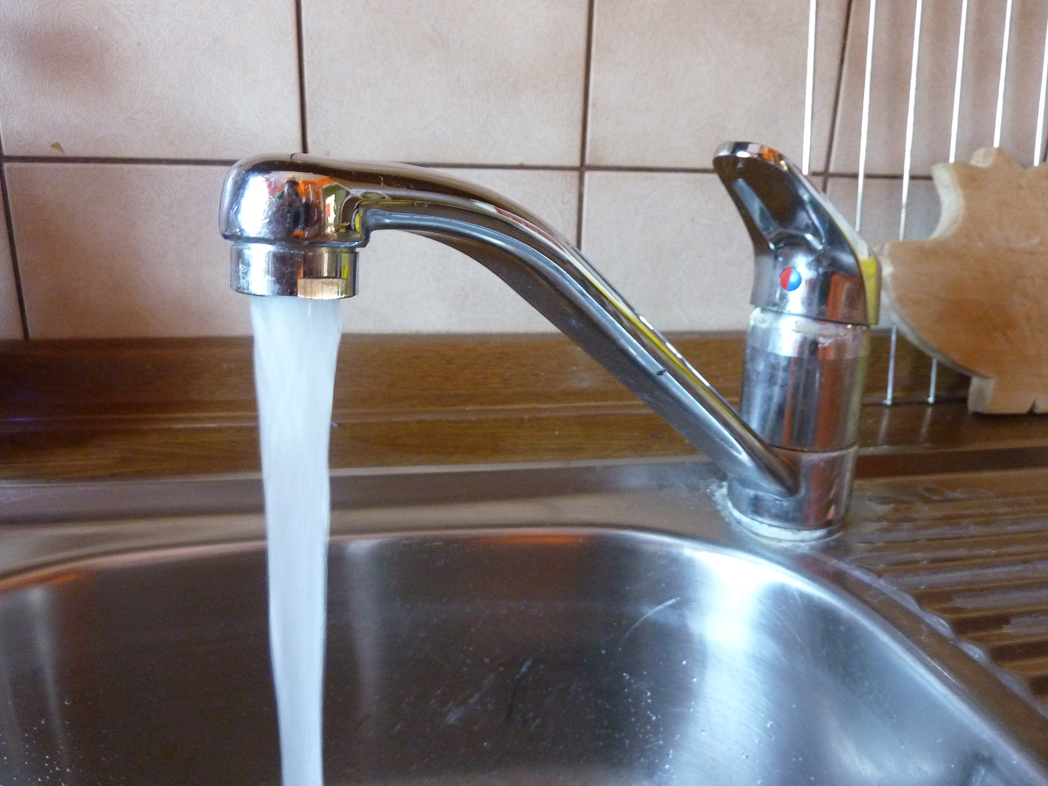
Ez a vízcsap tényleg csap (kerámiabetétes)
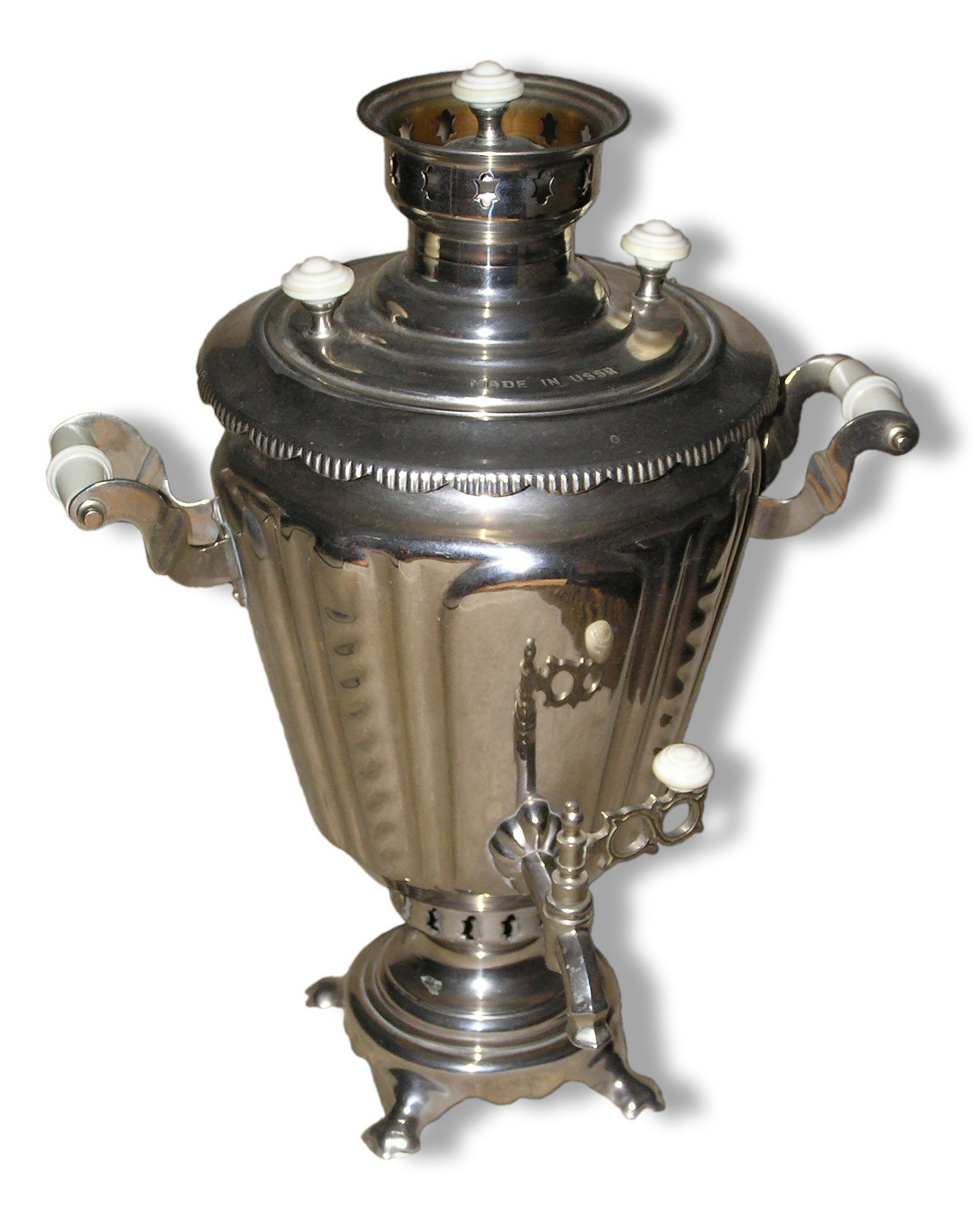
Szamovár csappal
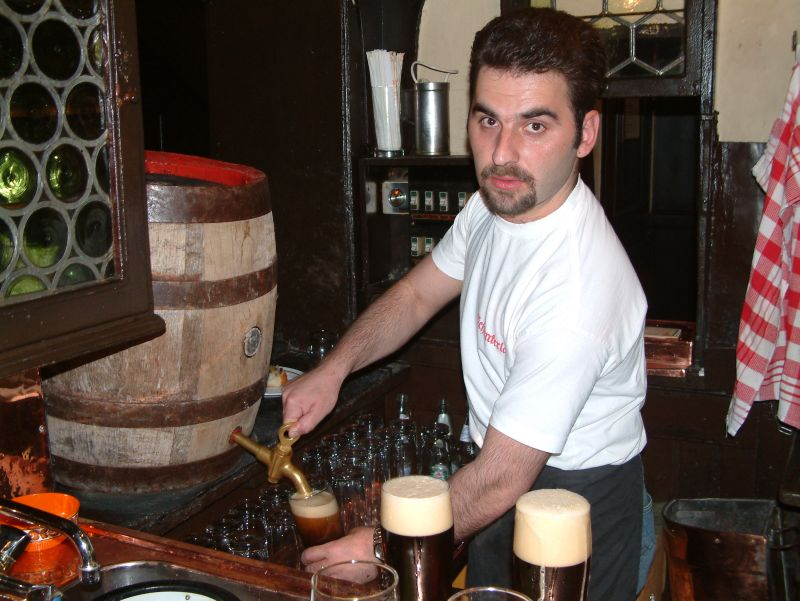
Sör csapolása hordóból